# Abadia de Heisterbach
L'abadia de Heisterbach (Kloster Heisterbach, també coneguda com a Petersthal i anteriorment Petersberg) va ser un monestir cistercenc situat a Siebengebirge, prop d'Oberdollendorf a Rin del Nord-Westfàlia (Alemanya).
La tradició del seu origen és que un cavaller anomenat Walther va viure com a ermità a Stromberg, també conegut com a Petersberg, una de les muntanyes que formen el Siebengebirge. Nombrosos deixebles van començar a establir-se amb ell i l'any 1134 van construir un monestir, on la comunitat vivia segons la Regla de Sant Agustí. Després de la mort de Walther, els seus deixebles van abandonar el monestir i van construir un altre a Sulz.
El 1189, l'arquebisbe de Colònia Felip von Heinsberg va demanar a Gisilbert, abat del Cister de l'abadia d'Himmerod, de l'arquebisbat de Trèveris, que es tornés a instal·lar el monestir abandonat de Petersberg amb cistercencs de Himmerod. El 22 de març 1189, dotze monjos cistercencs amb l'abat Hermann recentment nomenat van prendre possessió del monestir.
Tres o quatre anys més tard es van traslladar als peus de la muntanya, on es va construir un nou monestir que el van anomenar Petersthal o Heisterbach, que va ser el nom que va romandre.

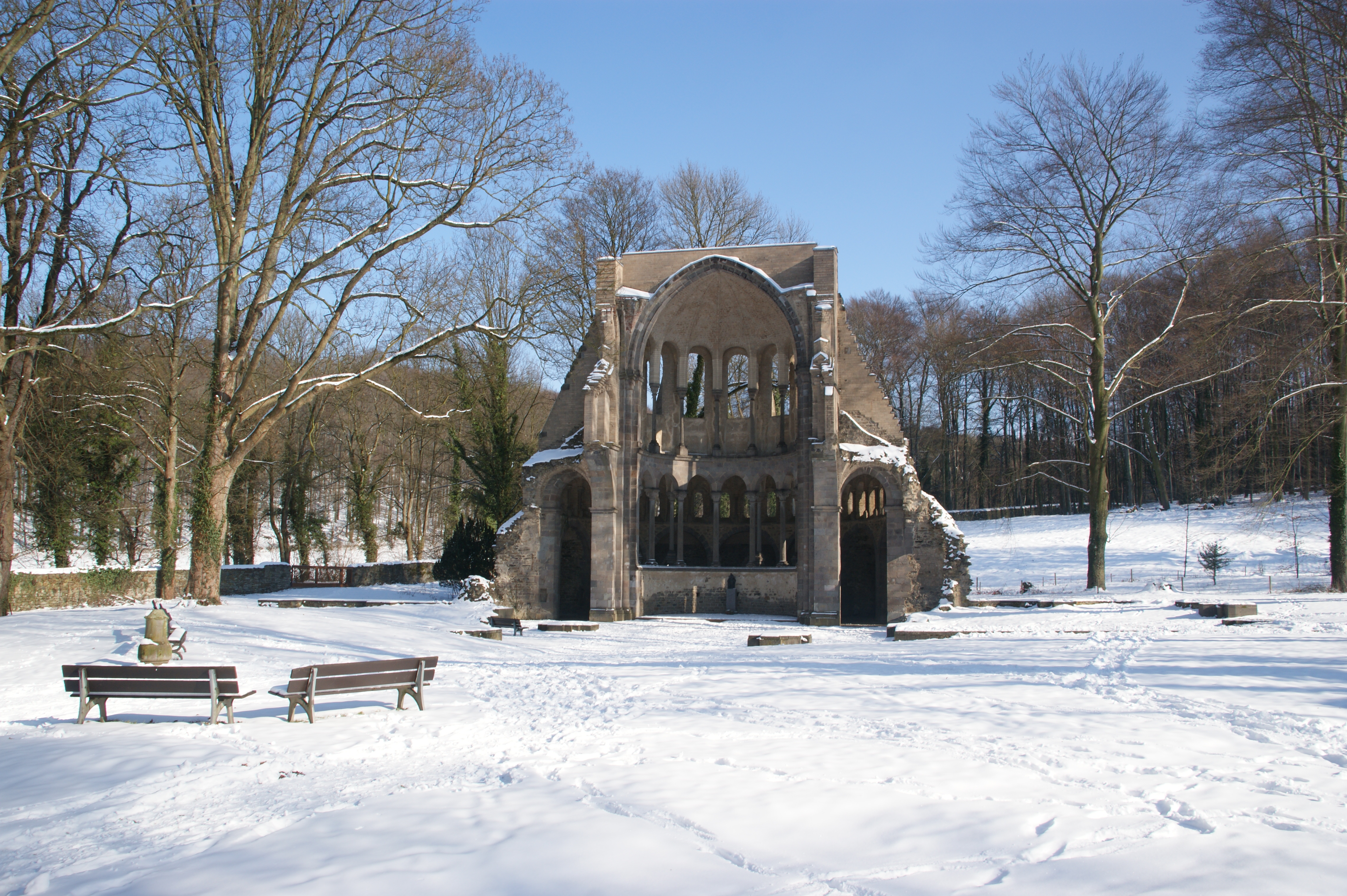
Ruïnes del cor

La famosa basílica d'Heisterbach va ser iniciada per l'abat Gerard (1195-1208), i consagrada el 1237 sota l'abat Henry (1208-1244). Sent construït durant el període de transició de l'arc romànic de mig punt a l'arc apuntat gòtic, el seu estil d'arquitectura fou una combinació dels dos estils.
Heisterbach, que tenia grans possessions i ingressos de molts pobles veïns, va ser un dels monestirs cistercencs més pròsper fins a la seva supressió l'any 1803. La biblioteca i els arxius van ser lliurats a la ciutat de Düsseldorf. El monestir i l'església van ser venuts i enderrocats el 1809 i els blocs de pedra van ser utilitzats per construir el Canal del Nord entre Venlo i Neuss, i més tard van ser utilitzats per reconstruir la fortalesa d'Ehrenbreitstein a Koblenz. Actualment només n'hi queden l'absis amb les ruïnes del cor.
El 18 d'octubre de 1984 es crea la «Fundació de l'Abadia d'Heisterbach», que és l'encarregada de l'estudi i conservació d'aquest patrimoni cultural.
Cessari d'Heisterbach va ser un dels membres més coneguts de l'orde del Cister, que va ser monjo en aquesta abadia entre els anys 1199 i 1240, i prior a partir de 1228. Es va erigir un monument en honor seu a prop de les ruïnes en 1897.